# رودريغو (لاعب كرة قدم مواليد 1971)
رودريغو مارتينس فاز (Rodrigo Martins Vaz) (24 مايو 1971 بكوريتيبا في البرازيل - ) هو لاعب كرة قدم برازيلي في مركز الوسط. لعب مع أتلتيكو براغانتينو واتحاد البليدة وتامبيري يونايتد ونادي جاز ونادي جوينفيل ونادي لاهتي ونادي هلسنكي.

## وصلات خارجية
- رودريغو على موقع قاعدة بيانات كرة القدم.إي يو (الإنجليزية)